# 198450 Scattolin
198450 Scattolin este un asteroid din centura principală de asteroizi.

## Descriere
198450 Scattolin este un asteroid din centura principală de asteroizi. A fost descoperit pe 9 decembrie 2004 la Observatorul Jarnac din Vail-Jarnac. Asteroidul prezintă o orbită caracterizată de o semiaxă mare de 2,82 ua, o excentricitate de 0,17 și o înclinație de 7,9° în raport cu ecliptica.